# Сидорский, Филипп Филиппович
Фили́пп Фили́ппович Сидо́рский (21 августа 1937 — 27 февраля 2023) — советский и российский дипломат. Чрезвычайный и полномочный посол (1992).

## Биография
Окончил МГИМО МИД СССР (1966) и Дипломатическую академию МИД СССР (1978).
На дипломатической работе с 1966 года.
- В 1988—1992 годах — советник-посланник Посольства СССР (с 1991 — России) в Афганистане.
- С 18 марта 1992 по 25 апреля 1997 года — чрезвычайный и полномочный посол Российской Федерации в Узбекистане[1][2].
- С мая 1997 по январь 1998 года — посол по особым поручениям МИД России.
- С 26 января 1998 по 25 декабря 2000 года — чрезвычайный и полномочный посол Российской Федерации в Боснии и Герцеговине[3][4].

## Дипломатический ранг
Чрезвычайный и полномочный посол (18 марта 1992).

## Награды
- Орден «Знак Почёта».
- Орден Дружбы народов.
- Орден Дружбы (21 июня 1996) — За заслуги перед государством, большой вклад в проведение внешнеполитического курса и обеспечение национальных интересов России, мужество и самоотверженность, проявленные при исполнении служебного долга[6].
- Медаль «В память 850-летия Москвы».

## Семья
Был женат, имел сына.